# فرانك هامر
فرانك هامر هو سياسي أمريكي، ولد في 17 مارس 1884 في مقاطعة ويلسون في الولايات المتحدة، وتوفي في 10 يوليو 1955 في أوستن في الولايات المتحدة.